# Ablautus colei
Ablautus colei är en tvåvingeart som beskrevs av Wilcox 1966. Ablautus colei ingår i släktet Ablautus och familjen rovflugor. Inga underarter finns listade i Catalogue of Life.